# Howard Morton
Howard Leroy Morton (New York, 15 maggio 1925 – Burbank, 11 maggio 1997) è stato un attore statunitense.

## Carriera
Nato a New York City, si è trasferito a Hollywood nel 1960 per seguire la carriera da attore. Morton era famoso per aver interpretato il poliziotto Ralph Waldo Simpson in La piccola grande Nell per cinque stagioni, dal 1981 al 1986. È apparso in molti ruoli secondari in sitcom come Il mio amico Arnold, Arcibaldo, I Jefferson, Strega per amore, Good Times e Mary Hartman, Mary Hartman. Ha anche recitato in molti film, facendo il suo debutto in Professione: assassino.
È morto per un ictus l'11 maggio 1997, al Providence Saint Joseph Medical Center di Burbank, solo quattro giorni prima del suo compleanno.

## Filmografia parziale

### Cinema
- Professione: assassino (The Mechanic), regia di Michael Winner (1972)
- L'uomo dai 7 capestri (The Life and Times of Judge Roy Bean), regia di John Huston (1972)
- Scorpio, regia di Michael Winner (1973)
- Il rinoceronte (Rhinoceros), regia di Tom O'Horgan (1974)

### Televisione
- Tarzan – serie TV, episodi 1x22-1x23-1x30-2x01 (1967)
- Ai confini dell'Arizona (The High Chaparral) – serie TV, episodio 3x23 (1970)
- Il mio amico Arnold (Diff'rent Strokes) – serie TV (1978)
- L'incredibile Hulk (The Incredible Hulk) – serie TV, episodio 2x23 (1979)